# Andreas Calcan
Andreas Cristian Calcan (n. 9 aprilie 1994, Slatina, Olt, România) este un fotbalist român, care joacă pe post de mijlocaș la Cerno More Varna în A PFG. Pe plan internațional, are prezențe la națională pentru România Sub-21.
Calcan a fost format la CSS Slatina, sub comanda antrenorului Ion Pârvulescu, cel care a descoperit alți doi atacanți importanți ai României, Ionel Dănciulescu și Claudiu Niculescu. La 14 ani, a ajuns la Ardealul Cluj, iar doi ani mai târziu a fost achiziționat de Universitatea Cluj. Și-a făcut debutul în Liga I la 23 august 2013 într-o partidă pierdută cu Dinamo București.
La 22 iulie 2016, Calcan a plecat din România și a semnat un contract pentru două sezoane cu gruparea olandeză Willem II Tilburg.
În 2022, Calcan a ajuns la o înțelegere pe două sezoane, cu drept de prelungire pe încă unul, cu FC Argeș.